# Jura-Hallen

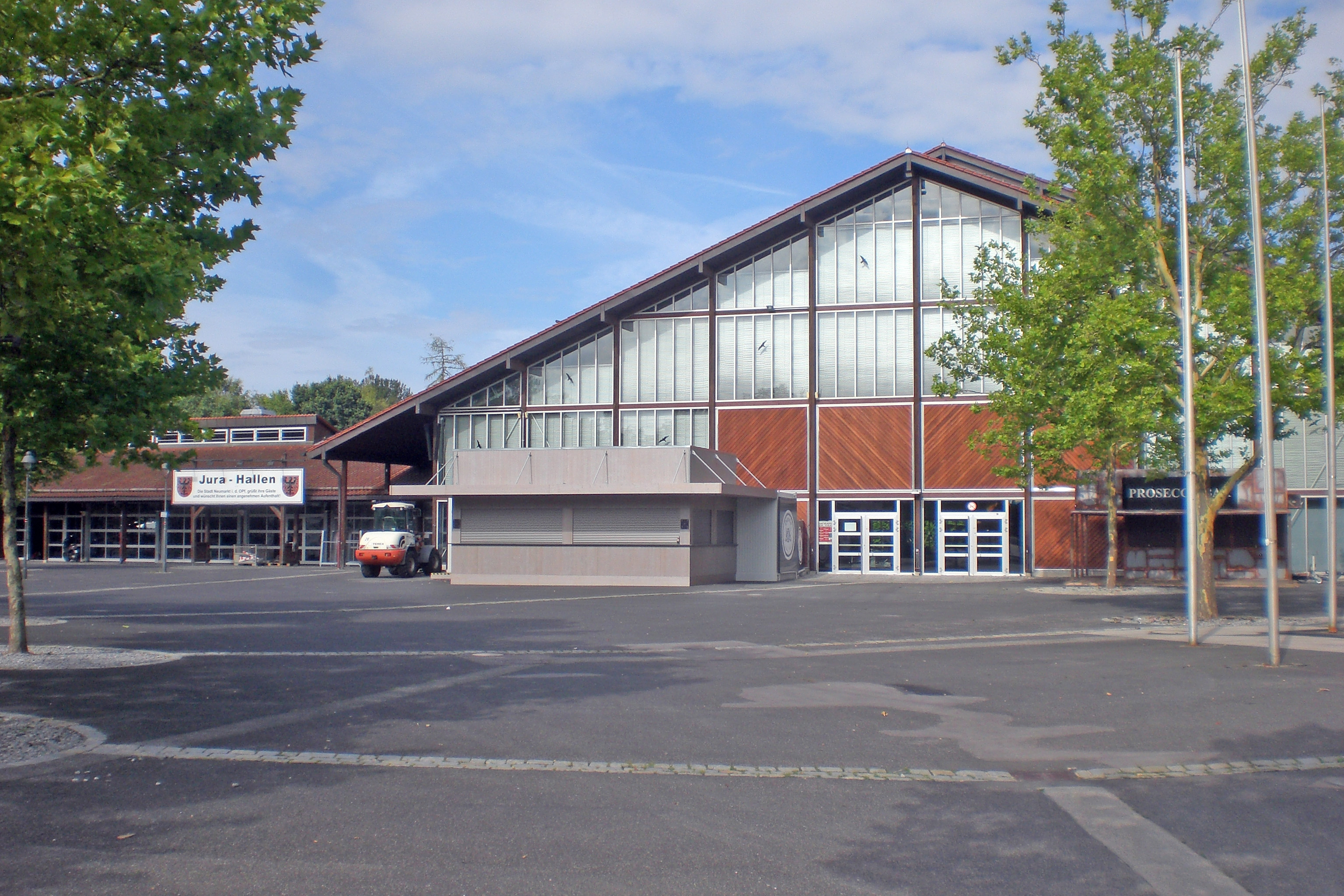
Jura-Halle (2024)

Die Jura-Hallen in Neumarkt in der Oberpfalz bilden einen Veranstaltungskomplex, der unter anderem für Konzerte, Theater, Messen, und Kongresse genutzt werden kann. Der Komplex befindet sich am Volksfestplatz und besteht aus der Großen Jura-Halle und der Kleinen Jura-Halle.
Beide Hallen wurden 1981 als Holzkonstruktionen errichtet. Die Große Jura-Halle hat eine Fläche 2500 Quadratmetern und bietet maximal 3500 Personen Platz, in der Kleinen Jura-Halle finden maximal 1400 Personen auf 1500 Quadratmetern Platz. Die beiden Hallen sind durch einen Versorgungstrakt verbunden, in dem auch Kühlräume und eine Küche untergebracht sind. Beide Hallen verfügen über Toiletten, Ausschankstellen und Künstlergarderoben. Im Anschluss an die Hallen befindet sich ein Großparkplatz, weitere Stellplätze können auch auf dem Festplatz eingerichtet werden.
Während des Neumarkter Jura-Volksfestes und des Frühlingsfestes werden die Hallen als Festhallen genutzt. Auch die Neumarkter Passionsspiele werden hier aufgeführt.